# Ринкова тенденція
Ринкова тенденція  або тренд — це тенденція фінансових ринків рухатися в певному напрямку з часом. Аналітики класифікують ці тенденції як довготривалі для довгих часових проміжків, первинні або основні для середніх часових проміжків і вторинні для коротких проміжків часу. Трейдери намагаються визначити ринкові тенденції за допомогою технічного аналізу, системи, яка характеризує ринкові тенденції як передбачувані цінові тенденції на ринку, коли ціна досягає рівнів підтримки та опору, що змінюються з часом.
Тенденцію ринку можна визначити лише заднім числом, оскільки в будь-який час ціни в майбутньому невідомі.

## Ринкова термінологія

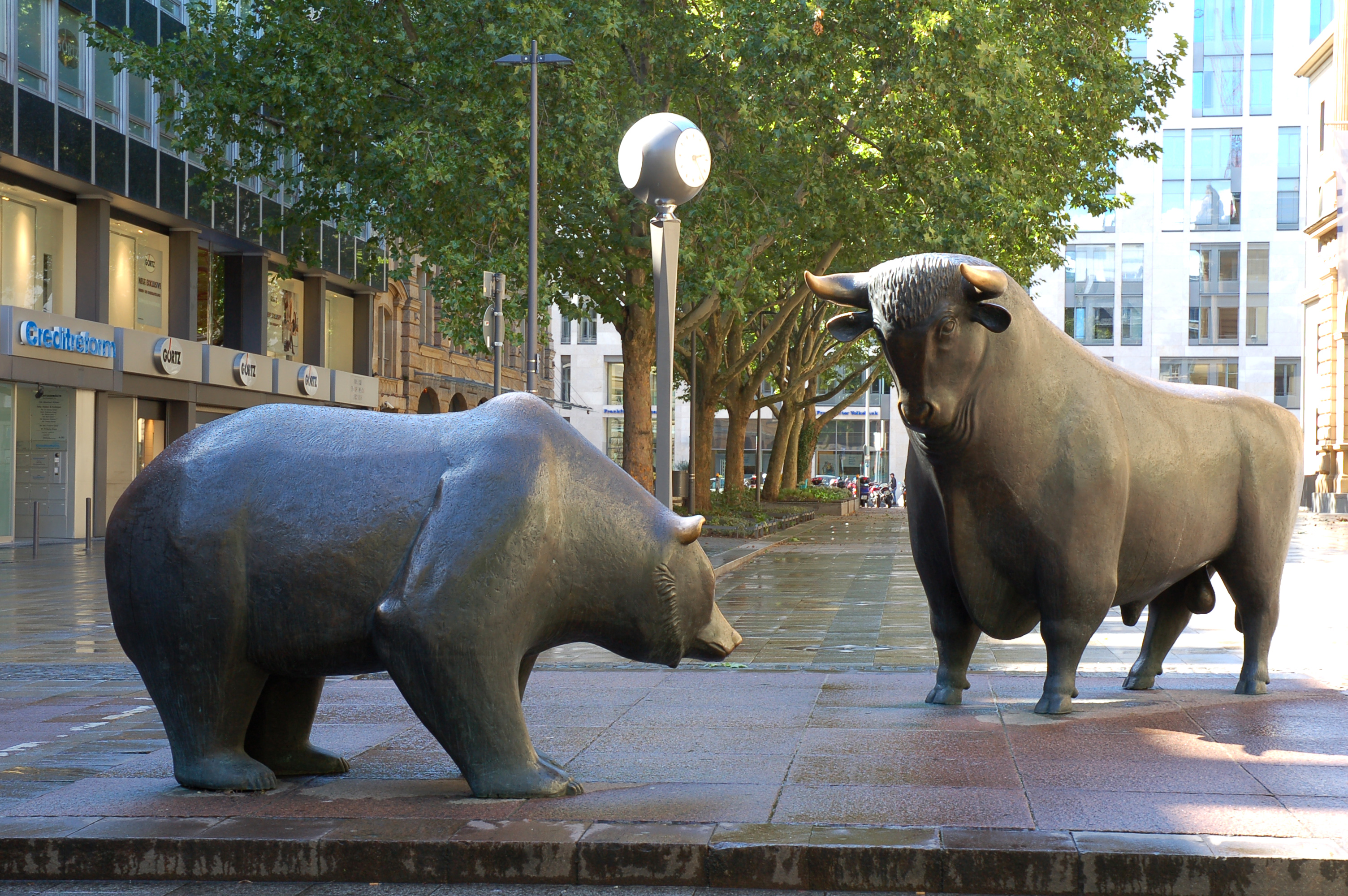
Статуї двох символічних звірів світу фінансів, — ведмедя та бика, перед Франкфуртською фондовою біржею.

Терміни «бичачий ринок» і «ведмежий ринок» описують висхідні та низхідні тенденції ринку відповідно і можуть використовуватися для опису ринку в цілому або окремих секторів та цінних паперів. Терміни походять з Лондонської біржової алеї на початку 18 століття, де трейдерів, які брали участь у відкритих коротких продажах, називали «ведмежими шкурами», оскільки вони продавали ведмежу шкуру (акції) перед тим, як зловити ведмедя. Це було спрощено до слова «ведмеді», тоді як трейдерів, які купували акції в кредит, називали «биками». Останній термін, можливо, виник за аналогією з цькуванням ведмедів і цькуванням биків, двома бойовими видами спорту того часу. Томас Мортімер описав обидва терміни у своїй книзі 1761 року «Кожен свій власний брокер». Він зауважив, що биків, які купували понад нинішній попит, можна було побачити блукаючими між брокерськими конторами, шукаючи покупця, тоді як ведмеді кинулися поглинати будь-які акції, які могли знайти, щоб закрити свої короткі позиції. Непов'язана народна етимологія припускає, що ці терміни стосуються ведмедя, який спускається кігтями вниз, щоб напасти, і бика, що піднімається вгору рогами.

## Довготривалі тенденції
Довготривала ринкова тенденція — це довгострокова тенденція, яка триває від 5 до 25 років і складається з низки основних тенденцій. Довготривалий ведмежий ринок складається з коротших бичачих ринків і довших ведмежих ринків; довготривалий бичачий ринок складається з довших бичачих ринків і коротших ведмежих ринків.
На довготривалому бичачому ринку переважає «бичача» або висхідна тенденція. Описано, що фондовий ринок Сполучених Штатів перебував у стані постійного зростання приблизно з 1983 до 2000 (або до 2007) з короткими потрясіннями, включаючи Чорний понеділок і падіння фондового ринку 2002 року, викликане крахом бульбашки доткомов. Іншим прикладом є товарний бум 2000-х років.
На постійному ведмежому ринку переважає «ведмежа» або низхідна тенденція. З січня 1980 року по червень 1999 року ринок золота став прикладом ведмежого ринку, що завершився коричневим дном. Протягом цього періоду ринкова ціна на золото впала з найвищого рівня в 850 доларів США за унцію (30 доларів США за грам) до найнижчого рівня в 253 доларів США за унцію (9 доларів США за грам). Також описано, що фондовий ринок перебував у стані ведмежого ринку з 1929 по 1949 рік.

## Основні тренди
Основний тренд має широку підтримку на всьому ринку (у більшості секторів) і триває рік або довше.

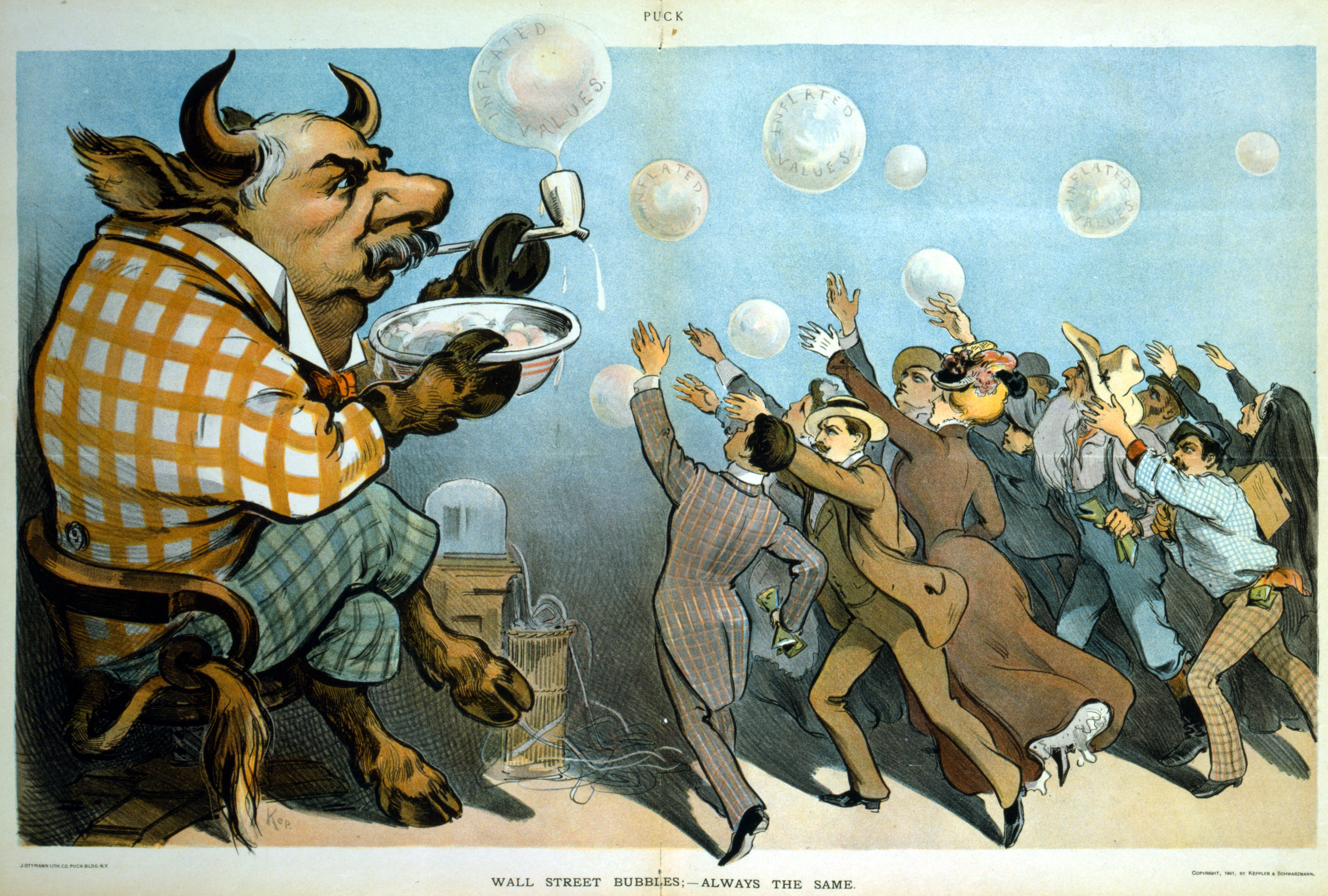
Карикатура 1901 року, яка зображує фінансиста Дж. П. Моргана у вигляді бика з нетерплячими інвесторами

Бичачий ринок — це період загального зростання цін. Початок бичачого ринку відзначений широко поширеним песимізмом. Це момент, коли «натовп» найбільш «ведмежий». Почуття розчарування змінюється надією, «оптимізмом» і, зрештою, ейфорією, коли бик біжить своїм напрямком. Це часто призводить до економічного циклу, наприклад, до повної рецесії або раніше.
Як правило, бичачий ринок починається, коли акції зростають на 20 % від свого мінімуму, і закінчується, коли акції падають на 20 %. Однак деякі аналітики вважають, що бичачий ринок не може відбуватися в межах ведмежого ринку.
Аналіз даних фондового ринку Morningstar, Inc. з 1926 по 2014 рік показав, що типовий бичачий ринок тривав 8,5 років із середньою сукупною прибутковістю 458 %, тоді як річний приріст для бичачих ринків коливався від 14,9 % до 34,1 %.

#### Приклади
Індійський індекс Бомбейської фондової біржі, BSE SENSEX, мав значну тенденцію до підвищення протягом приблизно п'яти років з квітня 2003 року по січень 2008 року, коли він зріс з 2900 пунктів до 21000 пунктів, що становить понад 600 % прибутку за 5 років.
Помітні бичачі ринки відзначили періоди 1925—1929, 1953—1957 та 1993—1997 років, коли фондові ринки США та багатьох інших фондових ринків зростали; у той час як перший період закінчився раптово з початком Великої депресії, кінець пізніших періодів був переважно періодом м'якої посадки, який став великими ведмежими ринками. (див.: Рецесія 1960–61 років і бульбашка дот-комів у 2000—2001 рр.)

### Ведмежий ринок

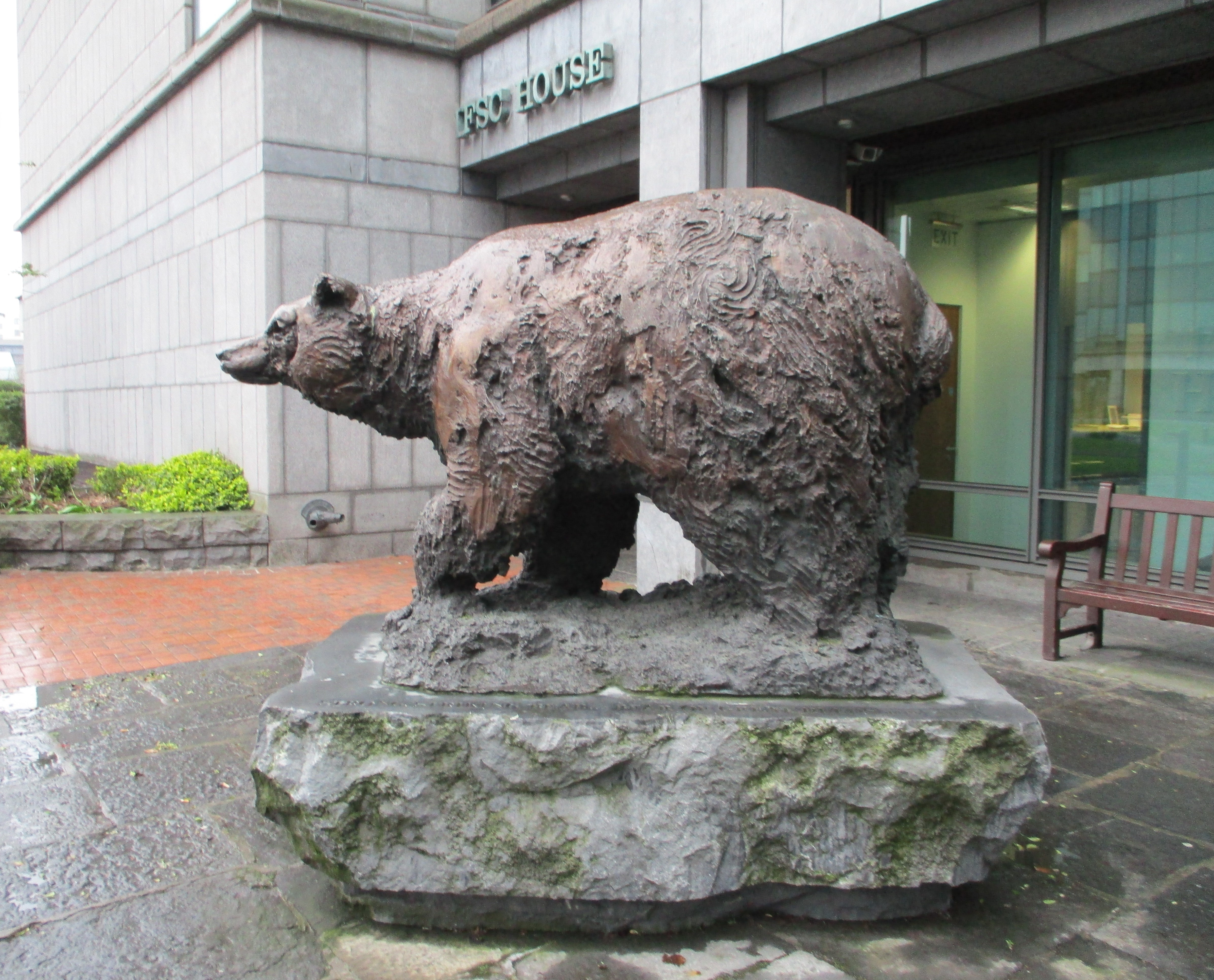
Скульптура фондового ведмедя біля Міжнародний центр фінансових послуг, Дублін

Ведмежий ринок — це загальне падіння фондового ринку протягом певного періоду часу. Він включає перехід від високого оптимізму інвесторів до широко поширеного страху і песимізму інвесторів. Одним із загальноприйнятих показників ведмежого ринку є зниження ціни на 20 % або більше протягом принаймні двох місяців.
Менше зниження від 10 до 20 % вважається корекцією.
Ведмежі ринки закінчуються, коли акції відновлюються, досягаючи нових максимумів. Тоді ведмежий ринок вимірюється ретроспективно від останніх максимумів до найнижчої ціни закриття, а період його відновлення є найнижчою ціною закриття до нових максимумів. Іншим загальновизнаним завершенням ведмежого ринку є зростання індексів на 20 % від їх мінімуму.
З 1926 по 2014 рік середній ведмежий ринок тривав 13 місяців із середнім кумулятивним збитком у 30 %, тоді як річне падіння ведмежих ринків коливалося від -19,7 % до -47 %.

#### Приклади
Деякі приклади ведмежого ринку включають:
- Крах Уолл-стріт 1929 року, який зменшив на 89 % (з 386 до 40) ринкову капіталізацію Dow Jones Industrial Average до липня 1932 року, ознаменувавши початок Великої депресії. Після відновлення майже 50 % своїх втрат відбувся більш тривалий ведмежий ринок з 1937 по 1942 рік, коли ринок знову скоротився вдвічі.
- Приблизно з 1973 по 1982 рік відбувався довгостроковий ведмежий ринок, який включав енергетичну кризу 1970-х років[en] і високий рівень безробіття на початку 1980-х років.
- Ведмежий ринок стався в Індії після шахрайства на фондовому ринку[en] в 1992 році.
- Спад фондового ринку 2002 року[en].
- У результаті фінансової кризи 2007—2008 рр. між жовтнем 2007 р. і березнем 2009 р. виник ведмежий ринок.
- Обвал китайського фондового ринку 2015 року.
- На початку 2020 року внаслідок пандемії COVID-19 численні падіння фондових ринків призвели до ведмежих ринків у всьому світі.
- У 2022 році занепокоєння з приводу сплеску інфляції[en] та потенційного підвищення ставки федеральних фондів[en] спричинили ведмежий ринок.[20]

### Вершина ринку
Вершина ринку (або максимум ринку) зазвичай не є драматичною подією. Ринок просто досяг найвищої точки, яку він досягне за деякий час (зазвичай кілька років). Це ідентифікується ретроспективно, оскільки учасники ринку не знають про це в момент, коли це відбувається. Таким чином, після досягнення максимуму ціни згодом падають або повільніше, або швидше.
Вільям О'Ніл повідомив, що з 1950-х років вершина ринку характеризується трьома-п'ятьма днями розподілу основного індексу фондового ринку протягом відносно короткого періоду часу. Розподіл — це зниження ціни з більшим обсягом, ніж у попередній сесії.

#### Приклади
Пік бульбашки доткомов (за оцінками NASDAQ-100) припав на 24 березня 2000 року. Індекс закрився на рівні 4704,73. Індекс NASDAQ досяг піку в 5132,50, а індекс S&P 500 — 1525,20.
Пік для фондового ринку США перед фінансовою кризою 2007—2008 років припав на 9 жовтня 2007 року. Індекс S&P 500 закрився на позначці 1565, а NASDAQ — на 2861,50.

### Дно ринку
Дно ринку — це розворот тенденції, кінець спаду ринку та початок висхідного тренду (ринок биків).
Дуже важко ідентифікувати дно (так звана проблема «вибору дна») до того, як воно відбудеться. Зростання після зниження може бути короткочасним, і ціни можуть відновити падіння. Це призведе до збитків для інвестора, який придбав акції під час неправильно сприйнятого або «помилкового» дна ринку.
Кажуть, що барон Ротшильд радив, що найкращий час для покупок — це коли «кров на вулицях», тобто коли ринки різко впали, а настрої інвесторів надзвичайно негативні.

#### Приклади
Деякі інші приклади ринкового дна, з точки зору кінцевих значень Dow Jones Industrial Average (DJIA), включають:
- 19 жовтня 1987 року промисловий індекс Доу-Джонса досяг дна на рівні 1738,74 в результаті зниження з 2722,41 25 серпня 1987 року. Цей день отримав назву Чорний понеділок (діаграма[22]).
- Дна 7286,27 досягнуто на DJIA 9 жовтня 2002 року внаслідок зниження з 11722,98 14 січня 2000 року. Це включало проміжний мінімум 8235,81 21 вересня 2001 року (зміна на 14 % порівняно з 10 вересня), який призвів до проміжного максимуму 10635,25 19 березня 2002 року (діаграма[23]). «Технологічний» індекс Nasdaq різко впав на 79 % від свого піку 5132 (10 березня 2000 року) до найнижчого 1108 (10 жовтня 2002 року).
- Найнижчий рівень 6440,08 (DJIA) 9 березня 2009 року був досягнутий після зниження, пов'язаного з іпотечною кризою[en], починаючи з 14164,41 9 жовтня 2007 року (діаграма[24]).

## Вторинні тенденції
Вторинні тренди — це короткострокові зміни в напрямку ціни в рамках основного тренду. Вони можуть тривати кілька тижнів або кілька місяців.

### Ралі ведмежого ринку
Подібним чином ралі ведмежого ринку (іноді його називають «ралі лоха» або «відскок дохлого кота>») — це підвищення ціни на 5 % або більше перед тим, як ціни знову впадуть. Підйоми ведмежого ринку відбулися в індексі Dow Jones Industrial Average після краху Уолл-стріт у 1929 році, що призвело до падіння ринку в 1932 році, а також протягом кінця 1960-х і початку 1970-х років. Японський Nikkei 225 кілька разів підвищувався в період між 1980-ми і 2011 роками, хоча загалом мав довгострокову низхідну тенденцію.

## Причини ринкових тенденцій
Ціна таких активів, як акції, встановлюється попитом і пропозицією. За визначенням, ринок врівноважує покупців і продавців, тому неможливо мати «більше покупців, ніж продавців» або навпаки, хоча це загальноприйнятий вислів. Під час сплеску попиту покупці підвищать ціну, яку готові заплатити, а продавці підвищать ціну, яку хочуть отримати. При сплеску пропозиції відбувається навпаки.
Попит і пропозиція змінюються, коли інвестори намагаються розподілити свої інвестиції між типами активів. Наприклад, одного разу інвестори можуть захотіти перевести гроші з державних облігацій в «технологічні» акції, але вони досягнуть успіху, лише якщо хтось інший захоче купити в них державні облігації; в інший час вони можуть спробувати перевести гроші з «технологічних» акцій на державні облігації. В обох випадках це вплине на ціну обох типів активів.
В ідеалі інвестори хотіли б використовувати ринковий час, щоб купувати дешево і продавати дорого, але в кінцевому підсумку вони можуть купувати дорого і продавати дешево. Протилежні інвестори та трейдери намагаються «заглушити» дії інвесторів (купуйте, коли вони продають, продавайте, коли вони купують). Час, коли більшість інвесторів продають акції, називається розподілом, тоді як час, коли більшість інвесторів купують акції, називається накопиченням.
Відповідно до класичної теорії, зниження ціни призведе до зменшення пропозиції та збільшення попиту, тоді як підвищення ціни призведе до зворотнього. Це добре працює для більшості активів, але часто працює навпаки для акцій через помилку багатьох інвесторів, які купують за високу ціну в стані ейфорії та продаючи дешево в стані страху або паніки під впливом стадного інстинкту. Якщо підвищення ціни викликає зростання попиту, або зниження ціни викликає збільшення пропозиції, це руйнує очікувану петлю негативного зворотного зв'язку, і ціни стануть нестабільними. Це можна спостерігати у бульбашці або банкрутстві.

## Ринкові настрої
Ринкові настрої є протилежним показником фондового ринку.
Коли надзвичайно висока частка інвесторів висловлює ведмежий (негативний) настрій, деякі аналітики вважають це сильним сигналом того, що ринкове дно може бути близьким. Девід Гіршлейфер бачить у феномені тенденції шлях, який починається з недостатньої реакції і закінчується надмірною реакцією інвесторів/трейдерів.
Індикатори, які вимірюють настрої інвесторів, можуть включати:
- Індекс настроїв інвесторів: якщо бичачий-ведмежий спред (% биків − % ведмедів) близький до історичного мінімуму, це може сигналізувати про дно. Як правило, кількість опитаних ведмедів перевищує кількість биків. Однак, якщо кількість биків надзвичайно висока, а кількість ведмедів надзвичайно низька, історично, ринкова вершина могла трапитися або близька до того, щоб відбудеться. Цей протилежний показник є більш надійним через його випадковий збіг на ринкових мінімумах, ніж на вершинах.
- Індикатор настрою Американської асоціації індивідуальних інвесторів[en] (AAII): багато хто вважає, що більша частина зниження вже відбулася, коли цей індикатор показує мінус 15 % або нижче.
- Інші індикатори настрою включають співвідношення Nova-Ursa, Short Interest/Total Market Float і співвідношення put/call[en].